# Talgat Amankeldiuli Muszabajev
Talgat Amankeldijli Muszabajev (kazak: Талғат Аманкелдіұлы Мұсабаев) (Kargali Zambil, Almati régió, 1951. január 7. – 2025. augusztus 4.) szovjet/kazak űrhajós, pilóta, vezérőrnagy.

## Életpálya
1974-ben Rigában szerzett mérnöki diplomát a Polgári Repülési Intézetben. 1974-1975 között rádióberendezések mérnöke a polgári repülésben. 1976-tól a kazak polgári repülésben oktató, majd vezető oktató, felelős politikai vezető.
An–2 és Tu–134 típusú gépeken szolgált pilótaként. 1984-ben a szovjet Honvédelmi Szövetség (DOSZAAF) kötelékében szerzett pilóta igazolványt. 1986-ban polgári repülő jogosítványt kapott. Tagja volt a kazak nemzeti repülő-válogatottnak. Számos díjat nyert csapatban (1983-ban és 1984-ben) mint műrepülő pilóta. A műrepülő sport mestere.
1991-től katonai szolgálatot teljesített, helikopter-pilóta képzést kapott. Több mint 1800 órát repült 5 típusú repülőgéppel. 2000-ben megvédte műszaki tudományok doktorátusát, 2007-ben (PhD) kandidátus lett.
1990. május 11-től részesült űrhajóskiképzésben. Három alkalommal összesen 341 napot, 9 órát és 48 percet töltött a világűrben. Űrsétáinak (kutatási, szerelési) száma 8 – összesen 41 óra 21 perc időtartamban. Űrhajós pályafutását 2003. november 27-én fejezte be. 
Visszavonulását követően a Zsukovszkij Akadémia helyettes vezetője lett. 2005-ben főigazgatója a JSC-nek (kazak–orosz közös vállalat). 2007. március 27-től a kazak Nemzeti Űrügynökség vezetője. 2008-tól a Nemzetközi Asztronautikai Akadémia (IAA) tagja.

## Űrrepülések
- Szojuz TM–19 fedélzeti mérnök beosztásban volt első hosszú távú űrrepülése. Összesen 125 napot, 22 órát, 53 percet és 36 másodpercet töltött a világűrben. Két űrsétán 11 óra 7 percet töltött az űrhajón kívül.
- Szojuz TM–27 kutatásért felelős parancsnokként volt második hosszú távú űrrepülése. Összesen 207 napot, 12 órát, 51 percet és 2 másodpercet töltött a világűrben. Az öt űrsétán 30 óra 14 percet dolgozott az űrhajón kívül.
- Szojuz TM–32 kutatásért felelős parancsnok, a Szojuz TM–31 fedélzetén tért vissza a Földre. Összesen 7 napot, 22 órát 4 percet 8 másodpercet töltött a világűrben.

### Tartalék személyzet
- Szojuz TM–13 kutatóűrhajós
- Szojuz TM–18 fedélzeti mérnök
- Szojuz TM–25 parancsnok